# Бенбрук (Техас)
Бенбрук (англ. Benbrook) — місто (англ. city) в США, в окрузі Таррант штату Техас. Населення — 24 520 осіб (2020).

## Географія
Бенбрук розташований за координатами 32°40′32″ пн. ш. 97°27′48″ зх. д. / 32.67556° пн. ш. 97.46333° зх. д. (32.675537, -97.463247).  За даними Бюро перепису населення США в 2010 році місто мало площу 31,59 км², з яких 29,81 км² — суходіл та 1,78 км² — водойми.

## Демографія
Згідно з переписом 2010 року, у місті мешкали 21 234 особи в 9408 домогосподарствах у складі 6065 родин. Густота населення становила 672 особи/км².  Було 10163 помешкання (322/км²).
Расовий склад населення:
| - 86,8 % — білих - 5,3 % — чорних або афроамериканців - 1,9 % — азіатів - 0,6 % — корінних американців - 0,1 % — вихідців з тихоокеанських островів - 3,1 % — осіб інших рас |

До двох чи більше рас належало 2,2 %. Частка іспаномовних становила 11,2 % від усіх жителів.
За віковим діапазоном населення розподілялося таким чином: 19,8 % — особи молодші 18 років, 63,0 % — особи у віці 18—64 років, 17,2 % — особи у віці 65 років та старші. Медіана віку мешканця становила 42,7 року. На 100 осіб жіночої статі у місті припадало 91,5 чоловіків;  на 100 жінок у віці від 18 років та старших — 88,8 чоловіків також старших 18 років.
Середній дохід на одне домашнє господарство  становив 77 502 долари США (медіана — 64 786), а середній дохід на одну сім'ю — 91 775 доларів (медіана — 80 975). Медіана доходів становила 56 197 доларів для чоловіків та 42 760 доларів для жінок. За межею бідності перебувало 7,0 % осіб, у тому числі 7,3 % дітей у віці до 18 років та 4,3 % осіб у віці 65 років та старших.
Цивільне працевлаштоване населення становило 11 063 особи. Основні галузі зайнятості: освіта, охорона здоров'я та соціальна допомога — 21,8 %, роздрібна торгівля — 12,9 %, виробництво — 12,5 %.